# Cratere Karl
Karl è un cratere sulla superficie di Callisto.